# علم النفس الإيجابي في مكان العمل
يعني تطبيق علم النفس الإيجابي في مكان العمل خلق بيئة عمل مبهجة ومنتجة؛ ويعني هذا أيضًا إنشاء برنامج عمل لا يؤدي إلى ضغط نفسي وجسدي.

## نظرة عامة
يدور علم النفس الإيجابي في مكان العمل حول تحويل الانتباه بعيدًا عن الجوانب السلبية كعنف العمل والضغط النفسي والإنهاك وعدم الأمان المهني، ويمكن من خلال توظيف علم النفس الإيجابي خلق بيئة عمل هدفها تعزيز الأثر الإيجابي في موظفيها.
لا يجب النظر إلى المرح على أنه شيء لا يمكن تحقيقه خلال العمل بل كعامل محفز للموظفين. وبمحاذاة هذا الأمر لا بد من بحث دور: السلوكيات المساعدة وممارسات بناء الفريق وموارد الوظيفة والأمن الوظيفي والدعم الوظيفي.
يساعد مجال علم النفس الإيجابي الناشئ أيضًا في الإدارة الخلاقة للسلوكات التنظيمية وفي زيادة الإنتاجية في مكان العمل من خلال تطبيق قوى تنظيمية إيجابية. كونت بحوث أخيرة عن الرضا الوظيفي وعن استبقاء الموظفين حاجة كبيرة للتركيز على تطبيق علم النفس الإيجابي في مكان العمل.

## خلفية
وفقًا لوزارة العمل الأمريكية: «كان الأشخاص الموظفون عام 2009 يعملون بالمتوسط 7.5 ساعة في أيام العمل، والتي كانت بمعظمها أيام الأسبوع. (بالإضافة لذلك)، يقوم 84% من الموظفين ببعض العمل أو كله في مكان العمل؛ وهذا يعني أن غالبية السكان يقضون وقت استيقاظهم في العمل خارج منازلهم، ولهذا يجب على الموظف القيام بأفضل ما عنده لخلق بيئة عمل ملهمة وينخفض الضغط النفسي فيها لتعطي إنتاجية أعلى.
كان ميشيل ت. إيافالدانو وبول م. موشينسكي من بين الأوائل الذي أثاروا الاهتمام بالرابط بين الرضا الوظيفي والأداء الوظيفي، وقد أثر بحث التحليل اللاحق لهؤلاء الأفراد على الطريقة التي أجري بها البحث اللاحق على الموضوع، وخصوصًا ما يتعلق بحجم العينة.

## المداخل النظرية الرئيسية
يعد مارتن ي.ب. سيليغمان وميهالي سيكزينتميهالي سبّاقين بارزين في مجال علم النفس الإيجابي كحقل دراسي؛ قالا «أصبح علم النفس علما يدور حول المعالجة بدرجة كبيرة، ولذلك فإن تركيزه على العلاج يهمل بشكل كبير الفرد الراضي والمجتمع المزدهر»، ويذهبان إلى التشديد على أن «هدف علم النفس الإيجابي هو البدء بالحث على التغيير في تركيز علم النفس من الانشغال فقط بإصلاح الأمور الأسوأ في الحياة إلى بناء صفات إيجابية أيضًا».
طور أبراهام ماسلو وكارل روجرز علم نفس إنساني يركز على الإمكانية الإيجابية للناس وعلى مساعدة الناس في الوصول إلى أقصى إمكانياتهم.
ويعرف بيتر وار بعمله المبكر على الصحة النفسية الوظيفية. «يقول المؤيدون لمفهوم الصحة النفسية إن وجود حالات عاطفية إيجابية وتقييمات إيجابية للعامل وعلاقاته أو علاقاتها ضمن بيئة العمل يركز على أداء العامل وجودة الحياة». هناك فكرة سائدة في نظريات بيئات العمل وهي أن الحاجات توافق أو تتخطى المطالب قليلًا. وفي ما يخص البحث المتعلق بالنتائج الإيجابية ضمن موقع العمل، وُضع العديد من النماذج مثل: التحكم بمطالب العمل، والموارد والمطالب الوظيفة، والخصائص الوظيفية.

### نموذج التحكم بمطالب العمل
ينسب نموذج تصميم العمل الخاص هذا إلى روبرت أ. كارازيك. وفي هذا النموذج، يقع الضغط النفسي لمكان العمل ضمن مؤشر عن مدى إجهاد عمل ما أو كم لدى العامل من السيطرة والسلطة والحرية في التصرف والقرار في واجباته ومهامه. وينتج عن هذا أربعة أنماط من العمل، سلبية ونشطة وقليلة الإجهاد وعالية الإجهاد. وقد استخدم الباحثون هذا النموذج لتصميم وظائف تعزز الصحة النفسية والجسدية. يدعم هذا النموذج تصميم عمل يفرض مطالب عالية وتحكمًا مرتفعًا، منشئًا بيئة تشجع على التعلم وتوفر الاستقلالية بذات الوقت.
يقوم هذا النموذج على افتراض أن «العاملين بالوظائف النشطة أكثر احتمالًا لأن يبحثوا عن حالات فيها تحدٍّ يعزز إتقانهم، وبهذا يشجع على اكتساب المهارات والمعارف»، ويشير النموذج أيضًا إلى دور الدعم الاجتماعي، وإلى التفاعلات النوعية بين الزملاء وبين المديرين، ولكن هناك الكثير من الجدل حول هذا النموذج لأن بعض الباحثين يعتقدون أنه تنقصه الأدلة على التفاعل بين المطالب والتحكم.
يُنتقد هذا النموذج عادة لعدم قدرته على إعطاء نفس النتائج لدعم افتراضه الأساسي. انتقد «لبساطته ووعدم قدرته على التقاط تعقد بيئات العمل». لكن هناك دليل يدعم الفكرة القائلة إن «المقدار الأكبر من التحكم الوظيفي يترافق مع زيادة في الرضا الوظيفي وانخفاض في الاكتئاب. وبأية حال، إن المطالب المرتفعة بدون تحكم مناسب بها قد تؤدي إلى زيادة القلق».

### الموارد والمطالب الوظيفية
يُعد هذا النموذج امتدادًا للنموذج السابق ويقوم على ذات المبدأ بأن الوظائف ذات المتطلبات العالية والموارد الوظيفية العالية تؤدي إلى موظفين لديهم اتجاهات عمل إيجابية بدرجة أعلى. والفرق بين النموذجين أن هذا النموذج يفسر الفرق بين المطالب والموارد، ويشمل أيضًا رؤية أوسع للموارد. يشير هذا النموذج إلى أن المطالب هي «هذه الجوانب الجسدية والنفسية والاجتماعية والتنظيمية للوظيفة التي تتطلب جهدًا جسديًا أو نفسيًا أو كليهما بشكل مستمر». وهذا قد يشير إلى وظائف تتطلب الاحتكاك مع الزبائن. وتعتبر الموارد أنها «هي الجوانب الجسدية أو النفسية أو الاجتماعية أو التنظيمية لوظيفة ما والتي هي إما/أو: 1- عملية في تحقيق أهداف العمل، 2- تقلل مطالب العمل وما يرافقه من جهود نفسية وجسدية، 3- تحفز النمو والتعلم والتطوير الشخصي». ومن الاختلافات الأخرى بين النموذجين أن هذا النموذج يفترض أن الموارد يمكن أن تكون عاملًا للتنبؤ بالتحفيز وتعلم النتائج ذات العلاقة. دعمت النتائج التي وصل إليها باكير وزملاءه فرضيتهم بإمكانية ارتباط عدة موارد بالصحة الوظيفية. ووجدوا أيضًا أن «الاستمتاع والالتزام المنظم هو نتيجة لتآلفات بين مطالب وموارد وظيفية مختلفة. كان الاستمتاع والالتزام مرتفعًا عندما واجهت الموظفين مهام محفزة وفيها تحديات، وكان لديهم بنفس الوقت موارد كافية لتدبيرها».

## نموذج الخصائص الوظيفية
هذا النموذج «نظرية مؤثرة لتصميم العمل طورها هاكمان وأولدهام، تقوم على خمس خصائص تستخدم لتحديد المحتوى العام وبنية الوظائف». يقول هذا النموذج إن الموظفين ذوي الحاجة الشخصية للنمو والتطور وذوي المعرفة والمهارة سيظهرون نتائج عمل أكثر إيجابية، وهذا يشمل أشياء مثل: الرضا الوظيفي  وانخفاض التغيب عن العمل ودورة عمل أفضل. يقوم هذا النموذج على فكرة أن التحكم العالي بالمهمة والتغذية الراجعة عاملان أساسيان لرفع موارد العمل إلى أقصى حد لها. ويقال إن خبرات أكبر بهذه السمات الخمسة تؤدي إلى رضا وظيفي أعلى وأداء أفضل.

## دليل تجريبي

### الأمان
لحماية الصحة الجسدية والنفسية للعمال، يجب موازنة متطلبات العمل مع موارد سهلة البذل لمنع الإنهاك بين الموظفين، وبنفس الوقت تشجيع انخراطهم. يحدد التفاعل بين المتطلبات والموارد في وظيفة ما انخراط الموظفين أو إنهاكهم. ويشير الانخراط إلى موظف إيجابي ملتزم بالأمن داخل مكان العمل له وللآخرين. ويمثل الإنهاك موظفًا سلبيًا يملك عناصر القلق والاكتئاب والضغوط المرتبطة بالعمل. يزداد الانخراط عند وجود موارد مثل العلم بالأمن، بينما يزداد الإنهاك عند وجود المزيد من متطلبات العمل بدون تأثير مخفف لموارد العمل.
يمكن رؤية المخاطر في مكان العمل بأنها تآلفات بين المتطلبات الجسدية وتعقد الوظيفة. توفر موارد الوظيفة تأثيرًا مخففًا يحمي الموظفين من متطلبات الوظيفة كضغط العمل العالي أو البيئة المادية غير المحببة أو التفاعلات ذات المتطلبات النفسية. ويكون الموظفون مهيئين بشكل أفضل للتعامل مع تغيرات بيئة العمل عندما تكون الموارد متوفرة بيسر. تشمل الموارد التي يمكن لوظيفة أن توفرها الاستقلالية والدعم وإدراك الأمن. تسمح الاستقلالية للموظفين بحرية القرار بكيفية تنفيذ عملهم، ويمكن للدعم أن يأتي مباشرة من المشرف أو من عاملين آخرين في بيئة العمل، وأخيرًا يجب أن يكون لدى الموظفين معرفة عن إجراءات وسياسات السلامة؛ فعندما يكون الموظف قادرًا على العمل في بيئة آمنة يزيد الرضا الوظيفي، وتوفر البيئة الآمنة الدعم والموارد التي تعزز صحة الموظفين.